# Clinopodium dalmaticum
Clinopodium dalmaticum là một loài thực vật có hoa trong họ Hoa môi. Loài này được (Benth.) Bräuchler & Heubl mô tả khoa học đầu tiên năm 2006.